# Carmen Villani
Carmen Villani (Ravarino, 1944. május 21. –) olasz popénekes és színésznő. Aktív éveiben emlékezetes hanggal és kiemelkedő zenei érzékkel rendelkezett, sokoldalú előadóművész volt, akitől nem álltak távol a gospel és a blues műfajai sem. A korai olasz beatzene egyik legkiválóbb reprezentánsaként tartják számon, akinek a nevéhez több nagy filmsláger is fűződik. Bár inkább csak a hazájában volt ismert, ott azonban rendszeres szereplője volt a slágerlistáknak, és az olasz nemzeti televízió számos, az egész országban sugárzott zenei műsorának is visszatérő résztvevője volt. Miután az 1970-es évek elején lehanyatlott a zenei karrierje, filmvígjátékokban vállalt szerepet.

## Pályája

### Korai évek
Carmen Villani a Modena megyei Ravarino településen született; énekesi pályája mindössze 15 éves korában indult, amikor megnyert egy országos tehetségkutató versenyt a castrocarói zenei fesztiválon, 1959 augusztusában, a szving stílusban írt "Quando una ragazza (a New Orleans)" című számmal. Ezt követően lemezfelvételi szerződést írt alá a Bluebell Records kiadóval, első kislemezére két dal került, mindkettőt Fred Buscaglione jegyezte, aki el is hívta a fiatal énekesnőt a saját, Asternovas nevű együttesébe szólistának. Buscaglione megismertette Carmen Villanival az amerikai szving stílust is, ami aztán az egész pályáját meghatározta. Az együttműködés mégsem tarthatott sokáig, Buscaglione ugyanis 1960. február 3-án életét vesztette egy autóbalesetben.
Villani szólókarrierje ettől függetlenül tovább folytatódott, mivel a Bluebell kiadó 1961-ben két újabb kislemezét is kiadta. Ekkoriban debütált a filmvásznon is: a Paolo és Vittorio Taviani, illetve Valentino Orsini által rendezett, Un uomo da bruciare című filmjében az énekesnőt alakította. Miután a film a velencei filmfesztiválon elnyerte a kritikusok nagydíját, a Bluebell kapott a kínálkozó lehetőségen, és országos kampányt indított az énekesnő filmes dalaiból összeállított lemez befuttatására. Ez hozta meg Villani első slágerlistás sikerét, amit a "Brucia" című dallal ért el. Felfigyeltek rá a nemzeti televízióban is, ahol egyre több zenés műsorba, tv-showba hívták szerepelni.
1963-ban a "Io sono così" című dallal vett részt a Cantagiro fesztiválon, amely Burt Bacharach "The Love of a Boy" című szerzeményének olasz nyelvű változata volt. Az előadás hatására Bacharach azonnal lehetőséget ajánlott számára az "Anyone Who Had a Heart" című szám olasz verziójának felvételére is, ezt azonban a Bluebell elutasította – így 1964-ben Petula Clark vihette sikerre a számot, amely az év 21. legnagyobb példányszámban eladott lemeze lett Olaszországban.

### Beatzenei évek (1964–1966)
1964-ben Carmen Villani a beatzene felé fordult, bár első ilyen stílusban kiadott lemeze nem ért el jelentős sikereket. Úgy döntött ezért, hogy a stílusváltás mellett imázst is vált, amihez addigi barna haját szőkére festette, lefogyott, és öltözködésén is igyekezett változtatni; új megjelenésével az 1965-ös Sanremói Dalfesztiválon lépett először a közönség elé. Nagy sikere volt még ezekben a "Bada Caterina" című dallal, amely a Nino Manfredi és Catherine Spaak főszereplésével forgatott Házasságtörés olasz módra (Adulterio all'italiana) című film főcímdala lett, és egy olyan lázadó lány képét jelenítette meg a nézők előtt, aki egész éjszaka csak táncolni akar, szembehelyezkedve a felnőttek szigorú szabályaival is. A szókimondó szöveg és a húzós ritmika hatására olasz tinilányok ezrei azonosultak a karakterrel, és rendszeresen magasra feltekert hangerővel hallgatták Villani számát. Mindez az ő további pályájának alakulására is hatással volt, mert több ezt követő száma is hasonlóan protestáló szellemben készült, mint például a "Mille ghitarre contro la guerra" (magyarul: ezer gitár a háború ellen), amit egy 1966-os fesztiválon adott elő. A Bluebell által kiadott utolsó kislemez egyben a beatkorszakának végét is jelentette.

### Színészi pálya
Filmrendező férjének, Mauro Ivaldinak köszönhetően Villani, a zenés színpadokat otthagyva a filmvásznakra lépett át, ahol számos főszerepet kapott pikáns olasz vígjátékokban. Az 1970-es évek végég a Playboy és Playmen magazinoknak is modellt állt. Az 1980-as években volt néhány visszatérési kísérlete a zenei életbe, ám ezek sikertelenek maradtak. Később, az 1990-es években szerepelt a Roma birbona című musical színpadi előadásaiban, 2004-ben pedig meghívott előadóként közreműködött a Ridillo együttes Weekend al Funkafè című lemezének felvételénél.

## Dalai válogatáslemezeken
Carmen Villani számos dala szerepelt az 1960-as években kiadott olasz popzenei válogatás-albumokon, mint például a Beat in Cinecittà és a Women in Lounge című lemezeken.

## Fordítás
Ez a szócikk részben vagy egészben  a   Carmen Villani című angol Wikipédia-szócikk fordításán alapul.  Az eredeti cikk szerkesztőit annak laptörténete sorolja fel. Ez a jelzés csupán a megfogalmazás eredetét és a szerzői jogokat jelzi, nem szolgál a cikkben szereplő információk forrásmegjelöléseként.